# 鄉土防衛義勇軍
鄉土防衛義勇軍（簡稱PETA，Kyōdo Bōei Giyūgun），為日本佔領印度尼西亞時期，日本於印尼扶植的一支親日義勇軍，成立於1943年10月3日。到日本投降時，這支義勇軍在爪哇及巴里岛已有多達69個營（daidan，約37,000人）和蘇門答臘的20,000人。1945年8月17日，印尼宣布獨立隔天，日軍命令PETA投降繳械，大多數的軍人也聽從命令投降。印度尼西亞共和國的新總統蘇卡諾由於擔心這些親日勢力集結，沒有將這些部隊收編，下令解散軍隊。
印尼獨立革命期間，原本的PETA成員（如蘇哈托和Sudirman）有很多加入了獨立陣營，形成了獨立武裝雛形的核心勢力。

## 马来亚志愿军

马来亚志愿军旗帜

1944年4月，马来亚乡土防卫军协会（Ikatan Pembela Tanah Ayer Malaya），前称马来亚志愿军 （羅馬化：Marai Giyūgun），在马来亚新山成立。它由2000名马来人和印度人组成，组织形式按照印尼乡土防卫军的模式，试图创造本土的亲日预备军以保卫马来亚和新加坡。
马来亚志愿军的指挥官是争取马来亚独立的马来青年团的创始人和领导人依布拉欣·耶谷 。日军切断了该组织和马来亚共产党与马来亚人民抗日军的联系。在依布拉欣战后的自传中，他声称他在日占时期继续秘密和马共联系。
1945年8月15日日本投降后，马来亚志愿军开始向吉隆坡进军，最终在柔佛北部解散。

### 註腳
1. ↑  Ricklefs (1981), p. 194
2. ↑  Sunhaussen (1982), pp. 2–4
3. ↑  Bachtiar(1988), p. 12
4. 1 2
5. 1 2 3  明石陽至; 原不二夫; 舛谷銳; マラヤ日本占領期史料フォーラム. . 龍溪書舎. 2007. ISBN 978-4844794806 （日语）.